# Commersonia gaudichaudii
Commersonia gaudichaudii là một loài thực vật có hoa trong họ Cẩm quỳ. Loài này được J.Gay mô tả khoa học đầu tiên năm 1823.